# Piri Mehmed

Az Oszmán Birodalom vezíreinek címere

Piri Mehmed pasa (?, Aksaray - 1532. Silivri) oszmán vezír. Állítólag a közép-anatóliai Akszeráj városában született. 1514-től 1520-ig I. Szelim szultán, 1520-tól 1523-ig I. Szulejmán szultán vezíre. Azon kevés oszmán tisztviselők egyike volt, akik visszavonulásuk után járadékot, tulajdonképpen „nyugdíjat” kaptak az államtól. 1532-ben Makbul Ibrahim pasa, azaz Pargali Ibrahim későbbi nagyvezír parancsára megmérgezték, sírja a silivrii mecsetnél található. Törökországban több mecset, vallási iskola és egyéb épület viseli a nevét.
Vezírsége ideje alatt vették be az oszmánok 1521. augusztus 29-én Nándorfehérvár várát, „Magyarország kulcsát” az anatóliai hadak az európai erőkkel kiegészülve 1522-ben pedig Rodosz szigetét is az ő vezetésével foglalták el a törökök a Jeruzsálemi Szent János Ispotályos lovagrendtől, akiket rodoszi lovagoknak is neveztek. A szultán személyesen tárgyalt Philippe de Villiers de L’Isle-Adam nagymesterrel (1521-1534), és szabad elvonulást engedett nekik a lovagok hősiessége iránti tiszteletből.  Ezért 1523. január 1-jén 160 megmaradt lovagja és 4000 rodoszi lakossal együtt a nagymester, kincseikkel és levéltárukkal együtt elhagyhatta a szigetet.